# Severin (Chorwacja)
Severin – wieś w Chorwacji, w żupanii bielowarsko-bilogorskiej, w gminie Severin. W 2011 roku liczyła 536 mieszkańców.